# یودایپور دهورسی
یودایپور دهورسی (به لاتین: Udaypur Dhursi) یک منطقهٔ مسکونی در نپال است که در Parsa District واقع شده‌است.

## خصوصیات
یودایپور دهورسی ۴٬۴۴۴ نفر جمعیت دارد.